# 特倫頓 (堪薩斯州)
特倫頓（英語：Trenton）是位於美國堪薩斯州薩林縣的一個非建制地區。

## 地理
特倫頓所處的海拔為高於海平面373米（即1224英呎），而該地所採用的時區為UTC-6，即北美中部時區（CST）。同時該地設有夏令時間，為UTC-6調快一小時，即UTC-5（CDT）。